# Stanisław Bartynowski
Stanisław Antoni Rudolf Bartynowski SJ (ur. 17 kwietnia 1870 w Krakowie, zm. 31 stycznia 1947 w Warszawie) – ksiądz katolicki, teolog i apologeta.

## Życiorys
Prawo kanoniczne i teologię studiował w Innsbrucku. Święcenia kapłańskie przyjął w Krakowie w roku 1898. Do zakonu jezuitów wstąpił w 1901 roku, a w latach 1903–1905 był katechetą w Nowym Sączu, później prefektem domu zakonnego w Krakowie, a w 1907 wykładowcą historii i geografii w Gimnazjum oo. Jezuitów w Chyrowie. Pełnił też funkcję cenzora ksiąg religijnych i kapelana więziennego w Krakowie. Od roku 1918 był ojcem duchownym w Chyrowie, a od 1920 w seminarium diecezji łucko-żytomierskiej. W latach 1921–1923 wykładał apologetykę i liturgikę w seminarium duchownym w Gnieźnie. W latach 1925–1929 pełnił funkcje superiora w Bukareszcie. Po powrocie do polski współredagował pismo Sodalis Marianus. Autor Apologetyki podręcznej (Kraków 1911, Warszawa 1948). Pierwsza edycja tego dzieła była przeróbką Kleine Apologetik J. Lindena. Wydał również pracę pt. Veni Creator. Nowenna i rozważania o Duchu Świętym (Kraków 1913, 1924) i Przygotowanie do spowiedzi i komunii św. (Warszawa 1946, 1951). Przełożył na polski dzieło P. Suau Saint François de Borgia (Paryż 1905, Święty Franciszek Borgiasz, Kraków 1931). Został pochowany w grobowcu Zgromadzenia Jezuitów na cmentarzu Powązkowskim w Warszawie (kwatera 215-5/6-1/2).

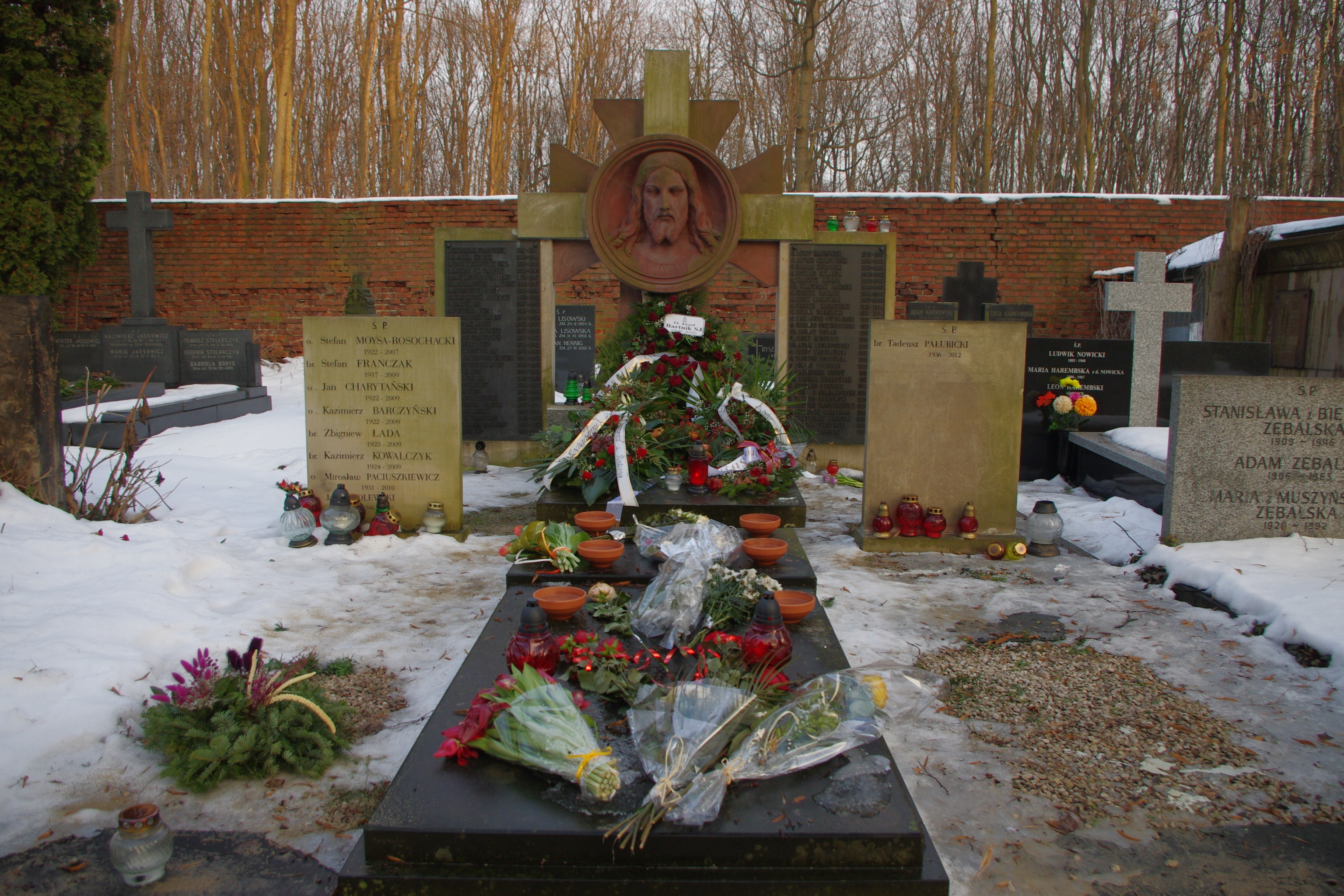
Grobowiec Zgromadzenia Jezuitów na cmentarzu Powązkowskim w Warszawie